# Східно-Японський металургійний комбінат
35°34′34.9″ пн. ш. 140°05′04.7″ сх. д. / 35.576361° пн. ш. 140.084639° сх. д.
35°28′11.7″ пн. ш. 139°43′27.6″ сх. д. / 35.469917° пн. ш. 139.724333° сх. д.
Східно-Японський металургійний комбінат (яп. JFEスチール東日本製鉄所) — металургійний комбінат японської металургійної компанії JFE Holdings, розташований у так званій Східній Японії. За обсягами виробництва посідає четверте місце поміж металургійних комбінатів Японії. Утворений 1 квітня 2003 року шляхом об'єднання двох металургійних комбінатів — «Тіба» компанії Kawasaki steel у місті Тіба і «Кейхін» компанії Nippon Kokan у місті Кавасакі.
Річна продуктивність комбінату — 8 млн т. сталі.

## Історія
Комбінат «Тіба» компанії Kawasaki Steel був першим комбінатом в Японії, побудованим після Другої світової війни. Він почав роботу 1951 року і був остаточно добудований 1958 року, коли було введено в експлуатацію стан холодної прокатки. 1969 року комбінат виплавляв до 6 млн т сталі на рік. Після того в цехах комбінату провадилося кілька модернізацій обладнання. У 2003 році на комбінаті працювало 2 доменних печі, комбінат виплавив 4,5 млн т сталі.
Завод «Кейхін» компанії «Ніппон кокан» було засновано 1912 року. 1969 року комбінат виплавляв 5,5 млн т сталі. 2003 року на комбінаті було вироблено 3,5 млн т сталевої продукції — сортопрокату, листопрокату і безшовних труб.
1 квітня 2003 року комбінати було об'єднано в одне підприємство, а компанії «Kawasaki Steel» і «Ніппон-кокан» було об'єднано в одну компанію — JFE Holdings. Станом на 2003 рік об'єднаний комбінат мав у своєму розпорядженні 3 доменних печі об'ємами 2584 м³, 5153 м³, 4097 м³, 2 аглофабрики, 5 коксових батарей, 3 кисневих конвертери, одну 50-тонну електросталеплавильну піч, 3 установки безперервного розливання сталі, слябінг, блюмінг, 4 вакууматори, різноманітні стани холодної і гарячої прокатки, 2 ТЕЦ.

## Сучасний стан
Комбінат складається з двох підрозділів, що являють собою колишні комбінати «Тіба» і «Кейхін» і розташовані відповідно на східному і західному берегах Токійської затоки Тихого океану. Загальна площа двох підрозділів комбінату складає 15 км². Комбінат виплавляє щороку приблизно 8 млн т сталі.